# 中国ダービー
中国ダービー（ちゅうごくダービー）とは、中国地方におけるローカル・ダービーマッチである。

## 概要
それまで中国ダービーの名は、メディアが過去に数例 用いたことがあったが、中国地方を拠点とするクラブチームが公式に用いたことがなかった。メディアとクラブチームが共に中国ダービーの名称を用いたのは2016年のB.LEAGUE島根スサノオマジック対広島ドラゴンフライズからになる。ただし、両チームが揃ってこの呼称を用いると公式発表したわけではなく、メディア先行である。
Jリーグチーム間でのダービーマッチは、中国ダービーではなく「PRIDE OF 中四国」あるいは「陰陽ダービー」と銘打って行われている。なお、同県内のチームが対戦する場合は、「県名＋ダービー」の呼称で一般化している。
その他スポーツは以下の通り。
- バレーボール : 旭化成スパーキッズ（岡山）対JTサンダーズ（広島）や岡山シーガルズ（岡山）対大野石油広島オイラーズ（広島）、などもダービーマッチ対象となりえた試合ではあるが、中国ダービーという呼称は用いられていない。
- 社会人野球 : バレーボールと同様。

## 対象
太字は現在活動しているチーム。順番は全国地方公共団体コード、および全国リーグ加盟順。

### バスケットボール

#### 男子バスケットボール
B.LEAGUEチーム間の対戦のみ扱う。対象公式戦はB.LEAGUEとオールジャパン。また参考記録として2015/16年のみ実現したbjリーグ公式戦も記載している。
| チーム               | 県     | B1             | B2        | B3        | 備考               |
| -------------------- | ------ | -------------- | --------- | --------- | ------------------ |
| 島根スサノオマジック | 島根県 | 2017 2019-現在 | 2016 2018 | -         | 2010年bjリーグ加盟 |
| トライフープ岡山     | 岡山県 | -              | -         | 2019-現在 |                    |
| 広島ドラゴンフライズ | 広島県 | 2020-現在      | 2016-2019 | -         | 2013年NBL加盟      |
| 広島ライトニング     | 広島県 | -              | -         | -         | 2013年bjリーグ加盟 |

### サッカー

#### 男子サッカー
本項で対象とする試合は以下のものとする。現在Jリーグに所属するチーム間の対戦についてはPRIDE OF 中四国を参照。
1. 日本サッカーのリーグ構成において3部リーグにあたる日本フットボールリーグ(JFL)に所属するチーム間での対戦（JFL、天皇杯）
2. 片方が全国リーグ（J1/J2/J3/JFL）に所属し、もう片方がJFL以下（JFL/中国リーグ/各県リーグ）に所属するチーム間での対戦（天皇杯のみ）
3. Jリーグ前身の日本サッカーリーグ(JSL)に所属するチーム間での対戦（JSL、JSLカップ、天皇杯）

| チーム                     | 県     | （トップカテゴリ） | （トップカテゴリ）  | JFL       | JFL       | 備考              |
| チーム                     | 県     | J1/J2/J3           | JSL                 | JFL       | 旧JFL     | 備考              |
| -------------------------- | ------ | ------------------ | ------------------- | --------- | --------- | ----------------- |
| ガイナーレ鳥取             | 鳥取県 | 2011-現在          | -                   | 2001-2010 | -         | 旧SC鳥取          |
| FC神楽しまね               | 島根県 | -                  | -                   | 2019-2022 | -         | 旧松江シティFC    |
| デッツォーラ島根           | 島根県 | -                  | -                   | -         | -         |                   |
| 川崎製鉄水島サッカー部     | 岡山県 | -                  | 1986-1992           | -         | 1992-1996 | 現ヴィッセル神戸  |
| 三菱自動車水島FC           | 岡山県 | -                  | -                   | 2005-2009 | -         |                   |
| ファジアーノ岡山FC         | 岡山県 | 2009-現在          | -                   | 2008      | -         |                   |
| ファジアーノ岡山ネクスト   | 岡山県 | -                  | -                   | 2014-2016 | -         |                   |
| サンフレッチェ広島F.C      | 広島県 | 1993-現在          | 1965-1992           | -         | -         | 旧マツダ/東洋工業 |
| マツダオート広島サッカー部 | 広島県 | -                  | 1987-1988 1989-1990 | -         | -         |                   |
| 永大産業サッカー部         | 山口県 | -                  | 1973-1976           | -         | -         |                   |
| レノファ山口FC             | 山口県 | 2015-現在          | -                   | 2014      | -         |                   |

#### 女子サッカー
2014年現在、岡山県内のチーム間での対戦しかなく、この場合岡山ダービー呼称。
他県のチーム間での対戦がないため名称等不明。
| チーム                     | 県     | WEリーグ  | なでしこ（1部） | なでしこ（2部）               | チャレンジ | 備考 |
| -------------------------- | ------ | --------- | --------------- | ----------------------------- | ---------- | ---- |
| ディオッサ出雲F.C.         | 島根県 | -         | -               | -                             | -          |      |
| 岡山湯郷Belle              | 岡山県 | -         | 2003 2005-2016  | 2004 2017-2018 2021-現在      | 2019-2020  |      |
| 吉備国際大学Charme岡山高梁 | 岡山県 | -         | 2013-2014       | 2011-2012 2015-2017 2021-現在 | 2018-2020  |      |
| アンジュヴィオレ広島       | 広島県 | -         | 2021-2022       | 2014-2016                     | 2017-2020  |      |
| サンフレッチェ広島レジーナ | 広島県 | 2021-現在 | -               | -                             | -          |      |
| ディアヴォロッソ広島       | 広島県 | -         | -               | 2022-現在                     | -          |      |

### ラグビー
2017年現在、広島県内のチーム間での対戦しかなく、この場合広島ダービー呼称。
| チーム                       | 県     | リーグワン | リーグワン | リーグワン | 旧トップリーグ | 旧トップリーグ          | 備考 |
| チーム                       | 県     | 1部        | 2部        | 3部        | 1部            | トップチャレンジ（2部） | 備考 |
| ---------------------------- | ------ | ---------- | ---------- | ---------- | -------------- | ----------------------- | ---- |
| マツダスカイアクティブズ広島 | 広島県 | -          | 2022-現在  | -          | -              | 2017-2021               |      |
| 中国電力レッドレグリオンズ   | 広島県 | -          | -          | 2022-現在  | -              | 2017-2018 2021          |      |
| 三菱自動車水島ラグビー部     | 岡山県 | -          | -          | -          | -              | -                       |      |

## 沿革
- 1974年 - 全国的な大会において、中国地方にホームタウンを置くサッカーチーム同士の対戦が最初に実現したのは、1973年第53回天皇杯での東洋工業対永大産業戦である。一方で全国リーグで最初に実現したのは、1974年のJSLでの同カードである。ただ、1977年に永大産業が休部したため、わずか3年で終了した。
- 1980年代 - 1980年代にはJSL1部にマツダ、JSL2部に川製水島とマツダオートが参入していた。その後マツダのJSL2部降格に伴い、3チームの対戦は実現した。なお、マツダオートはマツダのディーラーということから、マツダ対マツダオート戦をマスコミは「親子対決」あるいは「兄弟対決」と銘打った[9]。その後1991年マツダがJSL1部に昇格して以降しばらく実現しなかった。
- 1993年 - Jリーグ開幕後、上記の3チームのうちマツダは広島としてJリーグに参入、川鉄水島は旧JFLに参入後1997年に関西地方の神戸市に移転しヴィッセル神戸としてJリーグ参入を目指し、マツダオートはバブル崩壊の影響で廃部し、それぞれの道を歩む。
- 2005年 - 中国地方のローカルダービーとして2005年のJFLで水島対鳥取戦が実現。
- 2008年 - 2008年のJFLでの共にJリーグ昇格を目指していた鳥取対岡山戦が実現。なお2009年に岡山が、2011年には鳥取がJ2に昇格した。
- 2010年 - 2010年の天皇杯において、シードチームを優遇するレギュレーションの変更に伴い、J1の広島と中国リーグ所属の島根の対戦が実現。
- 2011年 - 2011年のJリーグにおいて四国地方Jリーグチームの徳島ヴォルティスおよび愛媛FCとともにJ2の4チームで「PRIDE OF 中四国」を開始した。更に、ガイナーレ鳥取とファジアーノ岡山の両クラブによる対戦について、2011年8月に両クラブ関係者出席の下に行われた記者会見にて、「陰陽ダービー」と銘打たれることが発表された[10][11][12]。ここではただの対決にとどまらない交流イベントなども行われる計画があるという。
- 2013年 - FC高梁吉備国際大学Charmeがチャレンジリーグからなでしこリーグに昇格したことにより、なでしこリーグに所属する岡山湯郷Belleとの女子サッカーのダービーマッチが実現。
- 2014年 - ファジアーノ岡山ネクストとレノファ山口FCがJFLに昇格したことから、岡山対山口の対戦が実現。なお2015年には山口がJ3に昇格、岡山ネクストは2016年シーズン終了後に活動終了となった。
- 2015年  - なでしこ・チャレンジリーグの再編でなでしこ2部となったアンジュヴィオレ広島と、なでしこ2部に降格したFC高梁吉備国際大学Charmeがリーグ戦で初めて対戦する。全国リーグでの女子サッカーでは初めての「広島－岡山」の顔合わせとなる。
- 2016年 - 男子バスケットボールリーグがB.LEAGUEに再編されたことにより、島根対広島の対戦が実現。
- 2017年 - ラグビーリーグ再編に伴いジャパンラグビートップチャレンジリーグが開幕、広島ダービーが全国リーグでの開催となった。
- 2025年 - 岡山がJ1昇格を決めたため、J1の舞台で中国ダービーが初めて開催されることになった[13]。

## 戦績

### バスケットボール
| 開催日         | 時期 | 会場 | ホーム | 得点  | アウェー | 観客数 |
| -------------- | ---- | ---- | ------ | ----- | -------- | ------ |
| 2016年10月15日 | B2   | 周南 | 広島   | 85-87 | 島根     | 864    |
| 2016年10月16日 | B2   | 周南 | 広島   | 77-55 | 島根     | 1072   |

### サッカー
広島対岡山
- 2025年に始まった広島対岡山の中国ダービーにはそれぞれ呼称がつけられており、ホームゲームが広島の場合は「安芸の陣」というサブタイトルがつけられている[14]。

| 年     | 月日    | カテゴリー | 会場                         | ホーム | 得点  | アウェイ | 観客数 |
| ------ | ------- | ---------- | ---------------------------- | ------ | ----- | -------- | ------ |
| 2025年 | 4月12日 | J1リーグ   | エディオンピースウイング広島 | 広島   | 0 - 1 | 岡山     | 26,135 |
| 2025年 | 7月5日  | J1リーグ   | JFE晴れの国スタジアム        | 岡山   | 0 - 1 | 広島     | 15,451 |

■ファジアーノ岡山FC：1勝0敗0分
■サンフレッチェ広島F.C：0勝1敗0分

鳥取対岡山
| 年                                                          | 月日   | 時期 | 時期       | 会場     | ホーム | 得点  | アウェイ | 観客数 |
| ----------------------------------------------------------- | ------ | ---- | ---------- | -------- | ------ | ----- | -------- | ------ |
| 2008年                                                      | 5月6日 | JFL  | 前期第10節 | とりスタ | 鳥取   | 2 - 3 | 岡山     | 3,118  |
| 2008年                                                      | 8月2日 | JFL  | 後期第6節  | 岡山     | 岡山   | 0 - 1 | 鳥取     | 3,078  |
| 2009年から2010年は、鳥取がJFL、岡山がJ2所属のため開催なし。 |        |      |            |          |        |       |          |        |

■ガイナーレ鳥取：1勝1敗0分
■ファジアーノ岡山：1勝1敗0分
| 開催日        | 時期         | 時期  | 会場     | ホーム | 得点  | アウェー | 観客数 |
| ------------- | ------------ | ----- | -------- | ------ | ----- | -------- | ------ |
| 2016年8月27日 | 第96回天皇杯 | 1回戦 | とりスタ | 鳥取   | 5 - 0 | 岡山N    | 1,103  |

水島対鳥取
| 開催日        | 時期          | 会場               | ホーム | 得点  | アウェー | 観客数 |
| ------------- | ------------- | ------------------ | ------ | ----- | -------- | ------ |
| 2005年5月4日  | JFL前期第7節  | 笠岡               | 水島   | 1 - 1 | 鳥取     | 650    |
| 2005年7月16日 | JFL後期第3節  | 鳥取バード         | 鳥取   | 4 - 1 | 水島     | 572    |
| 2006年5月21日 | JFL前期第11節 | 津山               | 水島   | 2 - 2 | 鳥取     | 500    |
| 2006年8月26日 | JFL後期第7節  | 鳥取バード         | 鳥取   | 3 - 0 | 水島     | 943    |
| 2007年5月13日 | JFL前期第11節 | 笠岡               | 水島   | 0 - 2 | 鳥取     | 413    |
| 2007年8月12日 | JFL後期第7節  | 米子               | 鳥取   | 0 - 1 | 水島     | 2,369  |
| 2008年6月1日  | JFL前期第14節 | とりぎんバード     | 鳥取   | 2 - 1 | 水島     | 2,232  |
| 2008年10月5日 | JFL後期第10節 | 笠岡               | 水島   | 0 - 2 | 鳥取     | 379    |
| 2009年3月29日 | JFL前期第3節  | どらドラパーク米子 | 鳥取   | 4 - 1 | 水島     | 3,040  |
| 2009年11月3日 | JFL後期第14節 | 笠岡               | 水島   | 0 - 3 | 鳥取     | 953    |

■水島：1勝7敗2分
■鳥取：7勝1敗2分
岡山拠点チーム
対象チーム
- 男子：三菱自動車水島FC対ファジアーノ岡山
- 女子：岡山湯郷Belle対FC高梁吉備国際大学Charme

岡山対山口
| 年     | 月日    | 時期 | 時期      | 会場  | ホーム | 得点  | アウェイ | 観客数 |
| ------ | ------- | ---- | --------- | ----- | ------ | ----- | -------- | ------ |
| 2014年 | 5月25日 | JFL  | 1st第11節 | 維新  | 山口   | 4 - 0 | 岡山N    | 2,105  |
| 2014年 | 11月5日 | JFL  | 2nd第4節  | kanko | 岡山N  | 0 - 0 | 山口     | 455    |

島根対広島
| 開催日       | 時期         | 時期  | 会場   | ホーム | 得点 | アウェー | 観客数 | 備考                     |
| ------------ | ------------ | ----- | ------ | ------ | ---- | -------- | ------ | ------------------------ |
| 2010年9月5日 | 第90回天皇杯 | 2回戦 | 竹ヶ端 | 広島   | 4-0  | 島根     | 4,573  | 島根は当時中国リーグ所属 |

## 参考資料

### Jリーグ以前
リーグ戦
| 開催日         | 時期         | 時期                 | 会場                     | ホーム       | 得点 | アウェー     | 観客数 |
| -------------- | ------------ | -------------------- | ------------------------ | ------------ | ---- | ------------ | ------ |
| 1974年5月27日  | 第10回JSL1部 | 前期第8節            | 広島県営                 | 東洋工業     | 0-0  | 永大産業     |        |
| 1974年11月24日 | 第10回JSL1部 | 後期第16節           | 平生・永大グラウンド     | 永大産業     | 2-2  | 東洋工業     |        |
| 1975年4月13日  | 第11回JSL1部 | 前期第2節            | 広島県営                 | 東洋工業     | 0-3  | 永大産業     |        |
| 1975年10月19日 | 第11回JSL1部 | 後期第10節           | 福井運動公園             | 永大産業     | 1-0  | 東洋工業     |        |
| 1976年9月25日  | 第12回JSL1部 | 前期第5節            | 広島県営                 | 東洋工業     | 1-0  | 永大         |        |
| 1977年1月16日  | 第12回JSL1部 | 後期第15節           | 平生・永大グラウンド     | 永大         | 1-0  | 東洋工業     |        |
| 1987年9月5日   | 第16回JSL2部 | 前期第3節西ブロック  |                          | 川鉄水島     | 5-0  | マツダオート |        |
| 1987年10月24日 | 第16回JSL2部 | 前期第10節西ブロック |                          | マツダオート | 0-1  | 川鉄水島     |        |
| 1988年10月8日  | 第17回JSL2部 | 前期第6節西ブロック  | 愛媛県総合運動公園球技場 | 川崎製鉄     | 0-2  | マツダ       | 100    |
| 1988年10月29日 | 第17回JSL2部 | 前期第10節西ブロック | 広島県営                 | マツダ       | 0-0  | 川崎製鉄     | 150    |
| 1989年8月16日  | 第18回JSL2部 | 第3節                | マツダ郷原               | マツダ       | 6-0  | マツダオート | 400    |
| 1989年9月24日  | 第18回JSL2部 | 第8節                | マツダ鯛尾               | マツダオート | 0-8  | 川崎製鉄     | 150    |
| 1989年10月15日 | 第18回JSL2部 | 第13節               | 川鉄広江                 | 川崎製鉄     | 0-1  | マツダ       | 250    |
| 1989年10月22日 | 第18回JSL2部 | 第14節               | マツダ郷原               | マツダ       | 0-0  | 川崎製鉄     | 300    |
| 1989年11月26日 | 第18回JSL2部 | 第18節               | マツダ郷原               | マツダオート | 0-5  | マツダ       | 120    |
| 1990年2月25日  | 第18回JSL2部 | 第25節               | 川鉄広江                 | 川崎製鉄     | 5-1  | マツダオート | 100    |
| 1990年10月6日  | 第19回JSL2部 | 第9節                | 川鉄広江                 | 川崎製鉄     | 1-0  | マツダ       | 100    |
| 1991年2月24日  | 第19回JSL2部 | 第25節               | マツダ郷原               | マツダ       | 3-0  | 川崎製鉄     | 300    |

カップ戦
| 開催日         | 時期                 | 会場     | ホーム       | 得点        | アウェー     | 観客数 |
| -------------- | -------------------- | -------- | ------------ | ----------- | ------------ | ------ |
| 1973年12月16日 | 第53回天皇杯3回戦    |          | 永大産業     | 0-1         | 東洋工業     |        |
| 1979年12月23日 | 第59回天皇杯2回戦    |          | マツダオート | 0-5         | 東洋工業     |        |
| 1989年8月30日  | 第14回JSLカップ1回戦 | 川鉄広江 | 川崎製鉄     | 3-2         | マツダオート | 15     |
| 1991年12月15日 | 第71回天皇杯2回戦    | 岡山     | 川崎製鉄     | 1 (PK4-2) 1 | マツダ       |        |

### bjリーグ
ここでの広島は広島ライトニング。
| 開催日         | 時期       | 会場     | ホーム | 得点   | アウェー | 観客数 |
| -------------- | ---------- | -------- | ------ | ------ | -------- | ------ |
| 2015年11月20日 | TKbjリーグ | 安佐南区 | 広島   | 62-115 | 島根     | 381    |
| 2015年11月21日 | TKbjリーグ | 安佐南区 | 広島   | 76-123 | 島根     | 531    |
| 2016年2月6日   | TKbjリーグ | 浜山     | 島根   | 139-63 | 広島     | 1452   |
| 2016年2月7日   | TKbjリーグ | 浜山     | 島根   | 128-43 | 広島     | 1785   |